# Elvira Casazza
Elvira Casazza, coneguda també com a Elvira Mari-Casazza (Ferrara, 15 de novembre de 1887 – Milà, 24 de gener de 1965) fou una cantant d'òpera italiana en la tessitura de mezzosoprano.

## Biografia
El seu nom de naixement fou Elvira Mari. Es va casar amb el violinista Umberto Casazza, emparentat amb el director d'òpera i empresari operístic italià Giulio Gatti-Casazza, prenent des de llavors el cognom del marit fins i tot artísticament.

## Carrera
Deixebla de la famosa Borghi-Mamo, debutà a Sanremo el 1909 amb Andrea Chénier d'Umberto Giordano. Va debutar a Roma el mateix any amb Il trovatore de Verdi. Va debutar el 1910 al teatre de La Fenice de Venècia i a Torí, per prendre part posteriorment en una gira, el 1912, per Lisboa i Amèrica del Sud, on tornaria el 1913. El 1916 ingressà a La Scala de Milà, però no es consagrà fins a l'any 1921, quan fou cridada pel director italià Arturo Toscanini per a inaugurar la primera de les set temporades del gran director, amb el Falstaff de Verdi al costat de Mariano Stabile. Toscanini la considerà com una de les seves intèrprets preferides. Cantatriu de forta personalitat, la Casazza posseí una veu molt peculiar per l'amplitud dels seus sons greus i l'extraordinària seguretat del registre agut. En possessió d'un càlid temperament interpretatiu i d'una clara i nítida dicció, fou una intèrpret excepcional dels rols que requereixen un gran accent dramàtic i un fort domini escènic.
El seu repertori va incloure els papers d'Azucena en Il trovatore de Verdi, la tia Principessa en Suor Angelica de Puccini, Ortruda en el Lohengrin de Wagner, i Ulrica en Un ballo in maschera de Verdi, entre d'altres. Però a més fou una artista d'extraordinària versatilitat, com ho demostren les seves inoblidables interpretacions de la Comandante en I cavalieri di Ekebù de Zandonai o de la bruixa de Hänsel i Gretel de Humperdinck. Així mateix cantà obres amb dificultats musicals i escèniques especifiques, com Mavra d'Stravinski, La via della finestra de Zandonai, La fiamma de Respighi, L'uomo che ride de Pedrollo, Electra de Strauss. Debora e Jaele de Pizzetti o Die schweigsame Frau de Strauss. El 1947 va estrenar al Teatre Verdi de Trieste l'òpera Fiori di Maria del compositor Renzo Bianchi.
També afrontà amb èxit rols còmics, sobretot a Quattro susteghi de Wolf-Ferrari, i prengué part en importants reposicions com Il Combattimento di Tancredi e Clorinda de Monteverdi (Festival de Venècia 1932). L'incoronazione di Poppea (Maig Florentí, 1937), El matrimoni de Mússorgski (Roma, Teatro delle Arti, 1941) i L'italiana in Londra de Cimarosa.
Va cantar a Barcelona, al Gran Teatre del Liceu, l'òpera Aida de Verdi el 25 de desembre de 1917, Norma de Vincenzo Bellini el 27 de gener de 1918 i Lohengrin de Wagner el 6 d'abril de 1918. El gener de 1918 va actuar també al Teatro Real de Madrid, en l'òpera Tristan und Isolde de Wagner. Va tornar a aquest teatre el febrer per a interpretar Lohengrin de Wagner. El 1921 va cantar al Teatro Real de Madrid l'òpera Parsifal de Wagner, el paper d'Amneris de Aida de Verdi i Un ballo in maschera de Verdi. El 1922 va participar en una representació a Bilbao de l'òpera Amaya del compositor basc Jesús Guridi (estrena absoluta a Vitòria el 1920). La va tornar a cantar a l'estrena al Teatro Real de Madrid, el 16 de maig de 1923.
Es va acomiadar dels escenaris a Trieste l'any 1947, cantant en paper de mare a l'òpera Louise de Gustave Charpentier.
Actuà durant quasi quaranta anys, i després es dedicà a l'ensenyament en els conservatoris de Pesaro i Santa Cecília de Roma.